# Siemens-Einheit

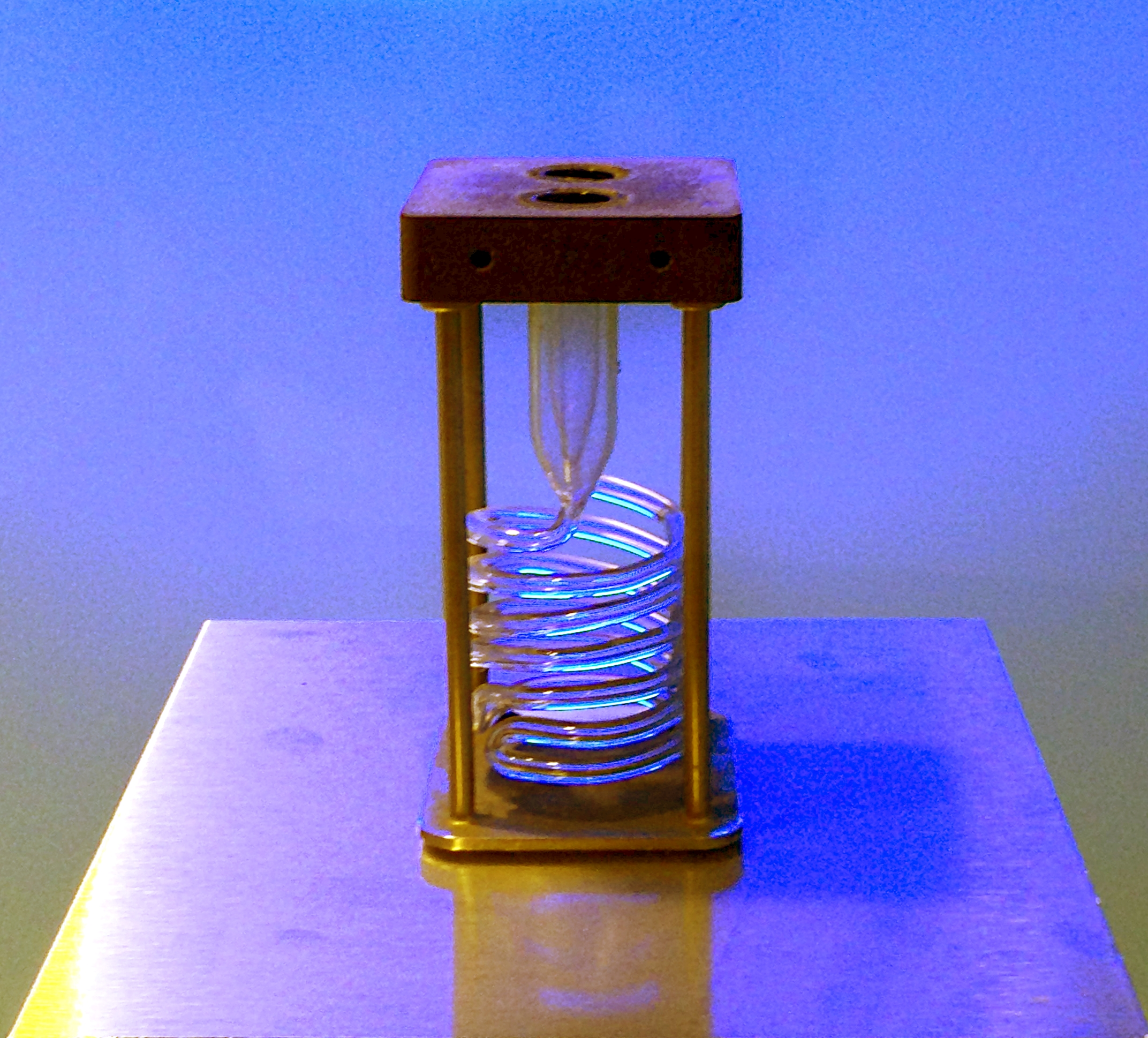
Widerstandsnormal von Werner von Siemens. Doppelt gewendeltes Glasrohr, ursprünglich mit Quecksilber gefüllt. Um 1860.

Die Siemens-Einheit (Einheitenzeichen: SE), auch als Siemens-Quecksilber-Einheit bezeichnet, benannt nach dem deutschen Elektroingenieur Werner von Siemens war eine im deutschsprachigen Raum 1860 eingeführte Maßeinheit zu Bestimmung des elektrischen Widerstands. Sie sollte nicht mit der später eingeführten SI-Einheit des elektrischen Leitwertes, dem Siemens, verwechselt werden.
Sie wurde definiert als der elektrische Widerstand der bei einer 1 m langen Quecksilbersäule mit einer Querschnittsfläche von 1 mm² und einer Temperatur von 0 °C auftritt.
1 SE = 0,94 Ω